# Wandering Dragons Chess Club
Wandering Dragons Chess Club – szkocki klub szachowy z siedzibą w Edynburgu, zdobywca Richardson Cup w 1988 roku.

## Historia
Klub został założony w 1980 roku przez Jamesa T. Mullina, Jannika Konarskiego, Howarda Nimmo i Chrisa Donkina. Jego utworzenie wiązało się z likwidacją drużyny „C” Stirling University Chess Club, w której grali Mullin, Konarski i Donkin. Nazwa pochodziła od początkowego braku stałej siedziby i wariantu smoczego w obronie sycylijskiej. Pierwszym mistrzem klubowym został Geoff Chandler. W 1981 roku klub rozpoczął uczestnictwo w Edinburgh League. Rok później członkiem klubu został późniejszy mistrz Irlandii, Mark Orr. W 1983 roku klub wygrał Spens Cup, ponownie dokonując tego w roku 1987. W roku 1986 zespół wygrał ligę Edynburga. W drugiej połowie lat 80. triumfowano ponadto w takich rozgrywkach, jak Central League Seven Board Cup i Cafe Royal Oyster Bar Chess Challenge. W 1988 roku zespół zdobył Richardson Cup. W sezonie 1989/1990 klub wystąpił w Pucharze Europy. W pierwszej rundzie szkocki klub grał z Budapesti Honvéd SE, przegrywając ten mecz 0,5:11,5. W sezonie 2015/2016 po raz trzeci zespół zdobył Spens Cup. W 2024 roku klub zajął drugie miejsce w Scottish National Chess League.